# Wysokie napięcie (gra)
Wysokie napięcie – ekonomiczna gra planszowa autorstwa Friedemanna Friesego. Była nominowana do prestiżowej nagrody Spiel des Jahres (Gra roku) w Niemczech w 2005 roku. Gra została pierwotnie wydana w wersji niemieckiej przez wydawnictwo 2F-Spiele (firma autora gry), wersję angielską pod tytułem "Power Grid" wydało Rio Grande Games, w Polsce gra została wydana przez wydawnictwo Lacerta w październiku 2006 roku.
Zdobyła uznanie nie tylko w Niemczech, ale również na całym świecie, czego dowodem jest utrzymywanie przez grę wysokiej pozycji w światowych rankingach najlepszych gier planszowych. Przez cały 2006 rok gra notowana była na 4 miejscu w rankingu BoardGameGeek (BGG). Na początku 2007 roku gra awansowała na 3 miejsce w rankingu BGG.
W grze element losowości został prawie całkowicie wyeliminowany (np. brak kostki), więc gracze mogą w pełni wpływać na przebieg rozgrywki. Następstwo graczy również nie jest tradycyjne (zgodnie ze wskazówkami zegara), lecz w każdej turze kolejność ustalana jest od nowa.
Podstawowa wersja gry zawiera dwustronną planszę z mapami Niemiec (po jednej stronie) i Stanów Zjednoczonych (po drugiej). W pudełku znajduje się również 48 kart oraz ponad 200 drewnianych elementów.

## Zasady gry
Gra składa się z 3 etapów (cechujących się lekką modyfikacją niektórych zasad), każdy etap z kilku rund a każda runda z 5 faz:
1. Ustalanie kolejności graczy
2. Licytacja kart elektrowni
3. Zakup surowców niezbędnych do uruchomienia elektrowni
4. Rozbudowa sieci energetycznej (podłączanie miast do sieci poprzez budowę stacji transformatorowych)
5. Biurokracja (wypłata należności za zasilenie miast, uzupełnienie rynku surowców oraz rynku elektrowni)

Gracze licytują pomiędzy sobą karty elektrowni. Elektrownie różnią się ceną wywoławczą, mocą oraz rodzajem surowców niezbędnych do działania danej elektrowni. Po tej fazie gracze dokonują zakupu surowców. Ustalona wcześniej kolejność zakupów powoduje, że cena poszczególnych surowców dla gracza, który jest na ostatniej pozycji jest najniższa, a gracz prowadzący w rozgrywce kupuje surowce najdrożej. W kolejnej fazie gracze rozbudowują swoją sieć energetyczną płacąc zarówno za budowę stacji transformatorowej jak i koszt podłączenia kolejnego miasta do sieci. W każdym mieście jest miejsce jedynie dla 3 graczy, więc rozgrywka w więcej niż 3 osoby stawia dodatkowe wyzwanie przed graczami.

## Zawartość pudełka z grą
- 1 dwustronna plansza Niemcy/USA
- 132 drewniane znaczniki stacji transformatorowych
- 84 drewniane znaczniki surowców
- pieniądze "Elektro"
- 6 kart pomocniczych
- 49 kart (w tym 42 karty elektrowni, karta "Etap 3" oraz 6 kart pomocniczych, w starszych wydaniach - 5 kart pomocniczych zamiast 6)
- instrukcja[1]

## Rozszerzenia gry
Od momentu wydania wersji podstawowej ukazały się również następujące dodatki:
- Francja / Włochy (2005 rok) - niewydane w Polsce
- Europa Centralna / Beneluks (2006 rok) - wydane w Polsce przez wydawnictwo Lacerta
- Nowe karty elektrowni (2007 rok) - wydane w Polsce przez wydawnictwo Lacerta
- Chiny / Korea (2008 rok) - niewydane w Polsce
- Hiszpania i Portugalia / Brazylia (2009 rok) - niewydane w Polsce
- Rosja / Japonia (2010 rok) - niewydane w Polsce
- Roboty (2011 rok) - niewydane w Polsce
- Badenia-Wirtembergia / Quebec (2012 rok) - niewydane w Polsce
- Europa Północna / Wielka Brytania i Irlandia (2012 rok) - niewydane w Polsce
- Australia / Półwysep Indyjski (2013 rok) - niewydane w Polsce